# Mágica: Show Histórico
Mágica: Show Histórico é o segundo álbum de vídeo da banda de forró eletrônico Calcinha Preta, gravado em Belém do Pará, em 16 de abril de 2005. O show levou mais de 80 mil pessoas à extinta Arena Yamada, com direito à participação do ilusionista Issao Imamura. A versão em CD inclui quatro canções inéditas.

## Lista de faixas

### DVD
| N.º            | Título                     | Compositor(es)                                                | Intérprete(s)                                              | Duração |  |
| 1.             | "Abertura"                 |                                                               |                                                            | 1:47    |  |
| 2.             | "Hoje à Noite" (Alone)     | Billy Steinberg, Tom Kelly (Versão: Nelson Nascimento)        | Daniel Diau, Silvânia Aquino                               | 3:34    |  |
| 3.             | "Manchete dos Jornais"     | Chrystian Lima, Ivo Lima                                      | Daniel Diau, Silvânia Aquino                               | 4:20    |  |
| 4.             | "Renascerá"                | Chrystian Lima, Ivo Lima                                      | Daniel Diau, Silvânia Aquino                               | 3:41    |  |
| 5.             | "Mágica"                   | Chrystian Lima, Beto Caju                                     | Daniel Diau, Silvânia Aquino                               | 4:11    |  |
| 6.             | "A Calcinha Preta é Nossa" | Gilton Andrade                                                | Marlus Viana, Silvânia Aquino, Paulinha Abelha, Raied Neto | 3:14    |  |
| 7.             | "Um Novo Amor" (Goodbye)   | David Foster / Linda Thompson Jenner (Versão: Gilton Andrade) | Daniel Diau, Silvânia Aquino                               | 3:58    |  |
| 8.             | "Baby Doll"                | Louro Santos                                                  | Paulinha Abelha                                            | 2:57    |  |
| 9.             | "Hipnose"                  | Chrystian Lima, Beto Caju                                     | Daniel Diau, Silvânia Aquino                               | 3:55    |  |
| 10.            | "Um Degrau na Escada"      | Zé Henrique, Sérgio Knust, Marcelão, Carlos Colla             | Daniel Diau                                                | 3:39    |  |
| 11.            | "Segredo"                  | Raied Neto                                                    | Raied Neto                                                 | 3:50    |  |
| 12.            | "Furunfa"                  | Gilton Andrade                                                | Raied Neto, Paulinha Abelha                                | 4:29    |  |
| 13.            | "Quer Namorar Comigo?"     | Edu Luppa, Chrystian Lima, Paulo Levi, Tivas                  | Daniel Diau                                                | 3:22    |  |
| 14.            | "Abra o Meu Coração"       | Kátia di Tróia                                                | Paulinha Abelha                                            | 3:20    |  |
| 15.            | "Morrendo de Desejo"       | Chrystian Lima, Ivo Lima                                      | Daniel Diau, Silvânia Aquino                               | 4:48    |  |
| 16.            | "Declaração de Amor"       | Chrystian Lima, Edu Luppa                                     | Silvânia Aquino                                            | 3:22    |  |
| 17.            | "Melhores Momentos"        |                                                               |                                                            | 9:47    |  |
| 18.            | "Encerramento"             |                                                               |                                                            | 1:52    |  |
| Duração total: | Duração total:             | Duração total:                                                | Duração total:                                             | 70:10   |  |

Nota: A canção O Navio e o Mar foi retirada do DVD, pois a Universal Music não autorizou o uso dos direitos de imagem e som da versão de Send Me An Angel, da banda Scorpions, nos DVDs e CDs comerciáveis.

### CD
| N.º            | Título                     | Compositor(es)                                                | Intérprete(s)                                              | Duração |  |
| 1.             | "Um Degrau na Escada"      | Zé Henrique, Sérgio Knust, Marcelão, Carlos Colla             | Daniel Diau                                                | 3:36    |  |
| 2.             | "Adão e Eva"               | Chrystian Lima, Ivo Lima                                      | Daniel Diau, Silvânia Aquino                               | 4:06    |  |
| 3.             | "Hoje à Noite" (Alone)     | Billy Steinberg, Tom Kelly (Versão: Nelson Nascimento)        | Daniel Diau, Silvânia Aquino                               | 3:33    |  |
| 4.             | "Cada Paixão Uma Novela"   | Chrystian Lima, Ivo Lima                                      | Daniel Diau, Silvânia Aquino                               | 3:58    |  |
| 5.             | "Manchete dos Jornais"     | Chrystian Lima, Ivo Lima                                      | Daniel Diau, Silvânia Aquino                               | 4:20    |  |
| 6.             | "Desfile de Moda"          | Chrystian Lima                                                | Daniel Diau, Silvânia Aquino, Paulinha Abelha, Raied Neto  | 3:52    |  |
| 7.             | "Mágica"                   | Chrystian Lima, Beto Caju                                     | Daniel Diau, Silvânia Aquino                               | 4:12    |  |
| 8.             | "A Calcinha Preta é Nossa" | Gilton Andrade                                                | Marlus Viana, Silvânia Aquino, Paulinha Abelha, Raied Neto | 3:14    |  |
| 9.             | "Quer Namorar Comigo?"     | Edu Luppa, Chrystian Lima, Paulo Levi, Tivas                  | Daniel Diau                                                | 3:22    |  |
| 10.            | "Renascerá"                | Chrystian Lima, Ivo Lima                                      | Daniel Diau, Silvânia Aquino                               | 3:39    |  |
| 11.            | "Um Novo Amor" (Goodbye)   | David Foster / Linda Thompson Jenner (Versão: Gilton Andrade) | Daniel Diau, Silvânia Aquino                               | 3:55    |  |
| 12.            | "Armadilha"                | Beto Caju, Chrystian Lima, Ivo Lima                           | Daniel Diau, Paulinha Abelha                               | 3:46    |  |
| 13.            | "Segredo"                  | Raied Neto                                                    | Raied Neto                                                 | 3:51    |  |
| 14.            | "Baby Doll"                | Louro Santos                                                  | Paulinha Abelha                                            | 2:51    |  |
| 15.            | "Hipnose"                  | Chrystian Lima, Beto Caju                                     | Daniel Diau, Silvânia Aquino                               | 3:59    |  |
| 16.            | "Furunfa"                  | Gilton Andrade                                                | Raied Neto, Paulinha Abelha                                | 4:27    |  |
| 17.            | "Declaração de Amor"       | Chrystian Lima, Edu Luppa                                     | Silvânia Aquino                                            | 3:18    |  |
| 18.            | "Abra o Meu Coração"       | Kátia di Tróia                                                | Paulinha Abelha                                            | 3:20    |  |
| 19.            | "Morrendo de Desejo"       | Chrystian Lima, Ivo Lima                                      | Daniel Diau, Silvânia Aquino                               | 4:47    |  |
| Duração total: | Duração total:             | Duração total:                                                | Duração total:                                             | 72:05   |  |

## Ficha técnica
Direção Geral: Gilton Andrade
Produção Musical: Chrystian Lima
Projeto Cenográfico: Miami Shows
Coreógrafo: Marquinhos Carrera

### Vocalistas
- Daniel Diau, Silvânia Aquino, Paulinha Abelha, Raied Neto e Marlus Viana

### Músicos
- Alexandro - Sanfona
- Cloves Sena - Guitarra
- Roberto César - Bateria
- Gilson Batata - Baixo
- Alex Marques - Teclados
- Petta - Teclados
- Valdir - Percussão
- Beto Caju - Percussão
- Chrystian Lima - Violão
- Ivo Lima - Violão

### Ballet
- Nando, Nana, Viktor, Amanda, Rogério, Maristela, Renata e Junior
- Grupo Acrobático Fratelli

### Participação especial
- Issao Imamura